# Hội nghị thượng đỉnh BRICS lần thứ 6
Hội nghị thượng đỉnh BRICS lần thứ 6 là cuộc họp ngoại giao hàng năm lần thứ sáu của BRICS, một nhóm các nền kinh tế mới nổi lớn bao gồm Brasil, Nga, Ấn Độ, Trung Quốc và Nam Phi. Hội nghị lần này được tổ chức ở Brasil, khai mạc ngày 15/7/2014 và kéo dài trong 2 ngày. Các nhà lãnh đạo của nhóm này đã ký kết thỏa thuận thành lập Ngân hàng phát triển BRICS dự kiến sẽ có vốn hoạt động lên đến 50 tỷ USD với tỷ lệ góp vốn chia đều cho mỗi thành viên. Còn quỹ dự trữ chung cũng sẽ được thành lập với quy mô ban đầu 100 tỷ USD.
Ngoài vấn đề tăng cường hợp tác nội khối, tình hình chiến sự căng thẳng tại Trung Đông, Ukraina, Iraq và Syria là những nội dung chính được bàn thảo.
Tham dự hội nghị thượng đỉnh lần thứ 6 này có tổng thống Brasil Dilma Rousseff, tổng thống Nga Putin, thủ tướng Ấn Độ Narendra Modi, chủ tịch Trung Quốc Tập Cận Bình và tổng thống Nam Phi Jacob Zuma.